# Синде
Синде (порт. Sinde)  —  район (фрегезия) в Португалии,  входит в округ Коимбра. Является составной частью муниципалитета  Табуа. Находится в составе крупной городской агломерации Большая Коимбра. По старому административному делению входил в провинцию Бейра-Алта. Входит в экономико-статистический  субрегион Пиньял-Интериор-Норте, который входит в Центральный регион. Население составляет 465 человек на 2001 год. Занимает площадь 14,06 км².
Покровителем района считается Дева Мария (порт. Nossa Senhora da Conceição). 